# Луси Стоун
Луси Стоун (енгл. Lucy Stone; Вест Брукфилд, 13. август 1818 — Бостон, 19. октобар 1893) била је америчка говорница, аболиционисткиња, суфражеткиња и организаторка покрета за женска права. Године 
1847. Стоунова је постала прва жена из Масачусетса која је добила диплому факултета. Била је гласноговорница покрета за женска права и слободу робова у време када су жене обесхрабриване и спречаване да говоре у јавности. Такође је позната по томе што је након венчања задржала девојачко презиме, у време када је био обичај да жена узме презиме свог супруга.
Њене организационе активности у оквиру покрета за женска права довеле су до значајних промена током 19. века, упркос компликованој политичкој ситуацији. Стоунова је помогла при организацији прве „Националне конвенције за женска права“ (енгл. National Women's Rights Convention), коју је подржавала сваке наредне године, као и бројне локалне и регионалне активистичке конвенције. Говорила је пред бројним званичницима у циљу промоције закона који би женама дали већа права. Помогла је у оснивању „Женске лојалне националне лиге“ (енгл. Women's Loyal National League) како би дала свој допринос при изгласавању 13. амандмана Устава Сједињених Америчких Држава којим би робовласништво било забрањено. Потом је учествовала у оснивању „Америчке суфражетске асоцијације“, чије су активности значајно допринеле увођењу женског права гласа на локалном нивоу.
Стоунова је обимно писала о женским правима и бавила се објављивањем и дистрибуцијом говора и зборника. Године 1870. основала је значајан и утицајан феминистички недељник „Женски журнал“ (енгл. Woman's Journal), који је објављивао, како њена, тако и многа друга мишљења о женским правима. Стоунову су називали „гласноговорницом“, „звездом даницом“ и „срцем и душом“ покрета за женска права. Њен рад је инспирисао Сузан Б. Ентони да се посвети суфражетском покрету, а Елизабет Кејди Стантон назвала ју је „првом особом која је натерала америчку јавност да се дубоко умеша у женско питање.“ Стоунова, Ентонијева и Стантонова често су називане „тријумвиратом“ суфражетског и феминистичког покрета 19. века.